# Legions of Death
Legions of Death — компьютерная игра в жанре пошаговой стратегии. Выпущена британской компанией MC Lothlorien Ltd. в 1987 году для ZX Spectrum, Commodore 64 и Amstrad CPC.

## Сюжет
В игре воссоздаётся противоборство римского и карфагенского флотов на Средиземном море во время Пунических войн. Нейтрализация карфагенского флота римлянами сыграла важную роль в поражении Карфагена. Однако, в данной игре под управлением игрока находится флот карфагенян.

## Геймплей

### Общее описание
Игровой процесс заключается в строительстве кораблей и управлении ими. Условия победы задаются каждый раз перед началом новой игры по выбору игрока. Победа может быть достигнута при накоплении заданного количества золота в казне, либо при уничтожении определённого количества вражеских кораблей, либо при захвате некоторого количества вражеских портов.
При игре против компьютера, игрок всегда управляет только карфагенским флотом. В игре также доступен режим хот-сит — игра двух игроков на одном компьютере друг против друга.

### Интерфейс
Игровое поле разделено на две половины. Левая содержит крупномасштабную карту Средиземного моря, а в правой расположены пиктограммы управления и мелкомасштабная карта. Все действия игрок выполняет с помощью пиктограмм.
Карта разделена на клетки, по которым происходит перемещение. На ней схематически показаны портовые города, корабли игрока и корабли противника, находящиеся в зоне видимости портов или кораблей игрока. Корабль занимает одну клетку на карте. Порт может занимать несколько соседних клеток.
Порты предназначены для строительства, ремонта кораблей или изменения их характеристик. Также в портах происходит сбор налогов (золотых слитков), и, погрузка их на корабли. Для пополнения казны золото необходимо доставить в столицу (Карфаген или Рим). Средства из казны расходуются на строительство новых кораблей.
С течением времени в игре меняются погодные условия, что влияет на скорость передвижения флота игрока. Также под действием сильного ветра корабли могут потерять управление, врезаться в скалы или берег и получить повреждения или даже затонуть.

### Подготовительная стадия игры
В начале игры в казне имеется 1000 золотых слитков. Эти средства игрок должен потратить на строительство флота. Затем игрок расставляет построенные корабли вокруг своих портов на карте.

### Строительство кораблей
Игроку доступны широкие возможности по кастомизации его кораблей.
На выбор доступно пять типов корпусов (hull): 
- бирема
- трирема
- квадрирема
- квинквирема
- септирема

Каждый тип характеризуется несколькими параметрами:
- цена;
- грузоподъёмность — определяет количество перевозимого золота;
- прочность — определяет количество таранных атак, которые корабль выдерживает до затопления;
- максимальная скорость передвижения;
- максимальное количество гребцов;
- максимальное количество лучников;
- максимальное количество моряков-абордажников.

Корабль может быть оснащён дополнительным оборудованием:
- парус — существенно изменяет маневренные характеристики корабля и скорость передвижения при ветре, но неспущенный парус может привести к потере управления во время шторма;
- башенки — защищают стрелков и абордажников от огня вражеских лучников;
- абордажный «ворон» — настил-мостик для быстрого перемещения абордажников на атакуемый вражеский корабль.

Также игрок может выбрать тип команды гребцов (рабы, новички, средние, эксперты), что влияет на скорость передвижения без паруса.

### Управление кораблём
Игрок задаёт направление движения и необходимую скорость. В зависимости от погодных условий и состояния корабль изменяет своё положение на карте, стараясь придерживаться заданного игроком направления и скорости. Для манёврироввния игроку необходимо учитывать скорость и направление ветра, а также инерцию самого корабля, так как ошибки могут привести к столкновения с другими кораблями или сушей и повреждению корабля.

### Бой
При встрече с кораблями противника игрок может решить атаковать их. В том случае, когда корабль игрока и вражеский попадают в одну клетку карты, происходит таранная атака. На экране отображается анимация двух сходящихся кораблей и выводится сообщение о полученных повреждениях. В слечае, если оба корабля уцелели и на корабле игрока есть моряки, ему предлагается начать абордажную атаку. Абордажная атака может проводиться в несколько этапов. После каждого этапа выводится сообщение о потерях в командах участвующих кораблей и предложение игроку прекратить абордаж. Если в результате абордажной атаки на одном из кораблей не осталось моряков и лучников, он захватывается оппонентом. При этом можно перенести на свой корабль груз золота, а потом затопить захваченную посудину.

## Отзывы в прессе
Игра была положительно встречена игровыми журналами.
Так, журнал CRASH поставил игре оценку 84 из 100, Your Sinclair оценил игру на 8 баллов из 10, ZX Computing присвоил игре звание «Moster Hit», Sinclair User — 5 звёзд из 5, «великолепное предложение для любителей стратегических игр».